# Blyhvidt
Blyhvidt, basisk blykarbonat, PbCO3, Pb(OH)2, er et hvidt, stærkt blyholdigt pigment (tørfarve). Det kendes også under navnet kremserhvidt. Det har især været brugt i linoliemaling, idet blystofferne fremmer linoliens hærdning. Blyhvidt har, foruden stærkt sundhedsskadelige effekter, den uheldige egenskab, at den farves sort af svovlbrinte sort. Det er mindre egnet til akvarelmaleri og temperamaleri og helt uegnet til freskomaleri.
Farven blev tidligere flittigt benyttet i f.eks. malerier, husmaling m.m. hvilket havde (og har) åbenlyse konsekvenser, både ud fra en æstetisk vinkel og ikke mindst sundhedsmæssigt.
Blyhvidt har været fremstillet langt tilbage i tiden, og ganske tidligt indså man faren ved både fremstillingen og benyttelsen. Adskillige mennesker har lidt af blysyge, en kraftig blyforgiftning. Et alternativt pigment var zinkhvidt, der først kunne produceres i en egnet renhed fra 1845. I 1920 kom også det ikke-giftige og meget bestandige farvestof titanhvidt i handelen. Til anvendelse uden for malerkunsten haves desuden pigmentet lithoponehvidt.